# Puck (magazine)
Pour les articles homonymes, voir Puck.
Puck est un magazine hebdomadaire satirique illustré américain publié de mars 1871 à septembre 1918. 

## Histoire du magazine
Puck est fondé en mars 1871 par le dessinateur autrichien Joseph Ferdinand Keppler, réfugié aux États-Unis depuis au moins 1867, à Saint-Louis (Missouri).  Il s'associe à son compatriote Adolph Schwartzmann (1838-1904) et c'est d'abord une édition hebdomadaire en langue allemande destinée à la communauté germanophone qui est publiée. Puck appartient ainsi à la catégorie de la presse ethnique. En outre, le magazine est illustré de caricatures, pour la plupart dessinées par Keppler et exécutées à partir de gravures sur bois ; il n'est pas certain que l'impression fut en plusieurs couleurs. Cette édition prend fin en février 1872.
Le périodique se voulant satirique, il emprunte son nom à un personnage espiègle de l'œuvre de William Shakespeare, Le Songe d'une nuit d'été : Puck. Plus tard, un sous-titre est ajouté, « What fools these mortals be » (« Quels fous que ces mortels »), tiré de la même œuvre shakespearienne.
La rédaction s'installe ensuite à New York, pour une nouvelle série qui démarre le 27 novembre 1876, toujours en allemand ; l'édition anglophone de Puck: A Humorous and Satirical Weekly démarre véritablement, le 14 mars 1877 au prix de 10 cents pour 16 pages en moyenne (et ira jusqu'à 32 pages). Progressivement, les unes passent en couleurs, grâce à un emploi de la chromolithographie. Au fil des années, Keppler fait appel à de nouveaux dessinateurs comme Opper, Louis Dalrymple, Tom Merry, etc. L'édition germanophone semble s'arrêter au début des années 1880. Le principal concurrent est l'Illustrated Newspaper dirigé par Frank Leslie, que Puck dépasse bientôt par des ventes de plus en plus élevées, atteignant les 85 000 exemplaires par semaine.
En 1884, Puck soutient le candidat démocrate Grover Cleveland à la présidence. Les Républicains décident de contre-attaquer en créant Judge, débauchant même des dessinateurs.
En 1885, débute la construction d'un nouveau siège social, qui va devenir le Puck Building, énorme bâtisse de couleur rouge, située entre Lafayette et Houston Street, à Manhattan. C'est bientôt une maison d'édition, la Puck Publishing Company, qui édite, en plus du périodique, de nombreux suppléments, des albums illustrés, etc. Les bâtiments incluent un étage dévolue à l'impression (rotatives en noir, presses lithogravure).
En 1888-1890, il existe une édition londonienne du magazine.
L'année 1893 fut particulièrement lourde pour Keppler, il avait décidé d'associer Puck à l'exposition internationale de Chicago, l'organisation d'une édition spéciale lui pesa, sa santé en souffrit et il mourut peu de temps après, en février 1894. Henry Cuyler Bunner (1855-1896), associé de longue date, prit le relais jusqu'à sa mort.
Entre 1902 et 1916, c'est le fils de Keppler, Udo dit « Joseph Keppler Junior » (1872-1956), qui prend la direction du magazine. Puck évolue et passe sur papier glacé et à une formule en quadrichromie. Les tirages restent stables à près de 100 000 exemplaires tandis que les illustrations du magazine deviennent des véritables références en matière de dessin de presse.
Par ailleurs, au début du XXe siècle, la publication de Puck s'inscrit dans l'ère progressiste aux États-Unis. Le magazine, très engagé, prend position contre les profondes inégalités de la société américaine de son temps et notamment contre les entreprises monopolistiques qui paralysent l'économie du pays, à l'image de la Standard Oil. Puck fait ainsi pleinement partie de la presse réformatrice qui souhaite que le Gouvernement fédéral agisse contre les dérives de certaines entreprises et pour la moralisation d'une vie politique minée par la corruption. Ce sont les présidents républicains William McKinley (1897-1901), Theodore Roosevelt (1901-1909) et William Taft (1909-1913) qui vont permettre une mise en œuvre de ces « politiques progressistes ». Pour autant, Puck ne s'aligne toujours pas sur le Grand Old Party et n'hésite pas à critiquer la présidence de Theodore Roosevelt dont il estime la politique trop modérée. 
Au cours des années 1910, malgré un relatif succès, le magazine connaît des difficultés croissantes. À l'heure de la société de consommation, un tirage à 90 000 exemplaires est trop faible pour faire face aux périodiques concurrents qui, pour certains, tirent à environ 1 000 000 d'exemplaires. Puck vit en fait sur un lectorat qui lui est fidèle depuis ses débuts mais qui peine à s'agrandir et à se renouveler. Fin 1916, le magazine est vendu au groupe de presse de William Randolph Hearst, qui passe à une formule mensuelle mais ne parvient pas à enrayer la chute des ventes. Le dernier numéro du magazine satirique est publié le 5 septembre 1918.

## Direction
- Joseph Ferdinand Keppler (1871-1894)
- Sydney Rosenfeld (1877-1878), rédacteur en chef
- Henry Cuyler Bunner (1894-1896), rédacteur en chef
- Harry Leon Wilson (1897-1901)
- Udo Joseph Keppler Jr (1902-1916)
- John Kendrick Bangs (1904-1905), rédacteur en chef
- Arthur H. Folwell (1905-1916), rédacteur en chef
- Karl Schmidt (1916), rédacteur en chef
- William Randolph Hearst (1917-1918)

## Contributeurs
- Ralph Barton
- Louis Dalrymple
- Bernhard Gillam
- Louis Glackens
- Walter Dean Goldbeck
- Bert Green
- Livingston Hopkins
- Joseph Ferdinand Keppler
- Albert Levering
- Henry Mayer
- Tom Merry
- Frank Arthur Nankivell
- Rose O'Neill
- Opper
- J. S. Pughe
- Carl Edler von Stur
- Charles Taylor
- James Albert Wales
- Eugene Zimmerman

## Galerie

Évolution graphique de la couverture
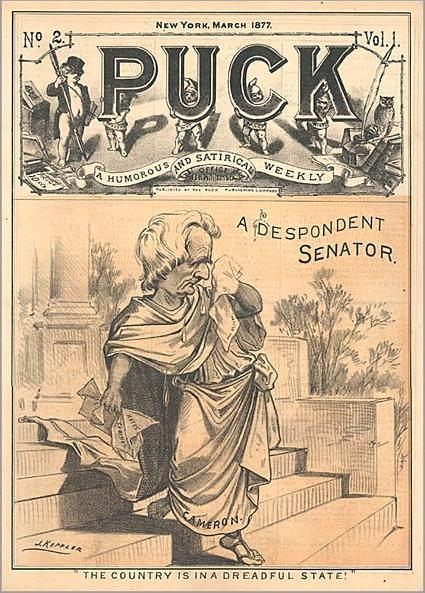
« The Country is in a dreadful state! » par Joseph Keppler, nouvelle série, no 2 (mars 1877)
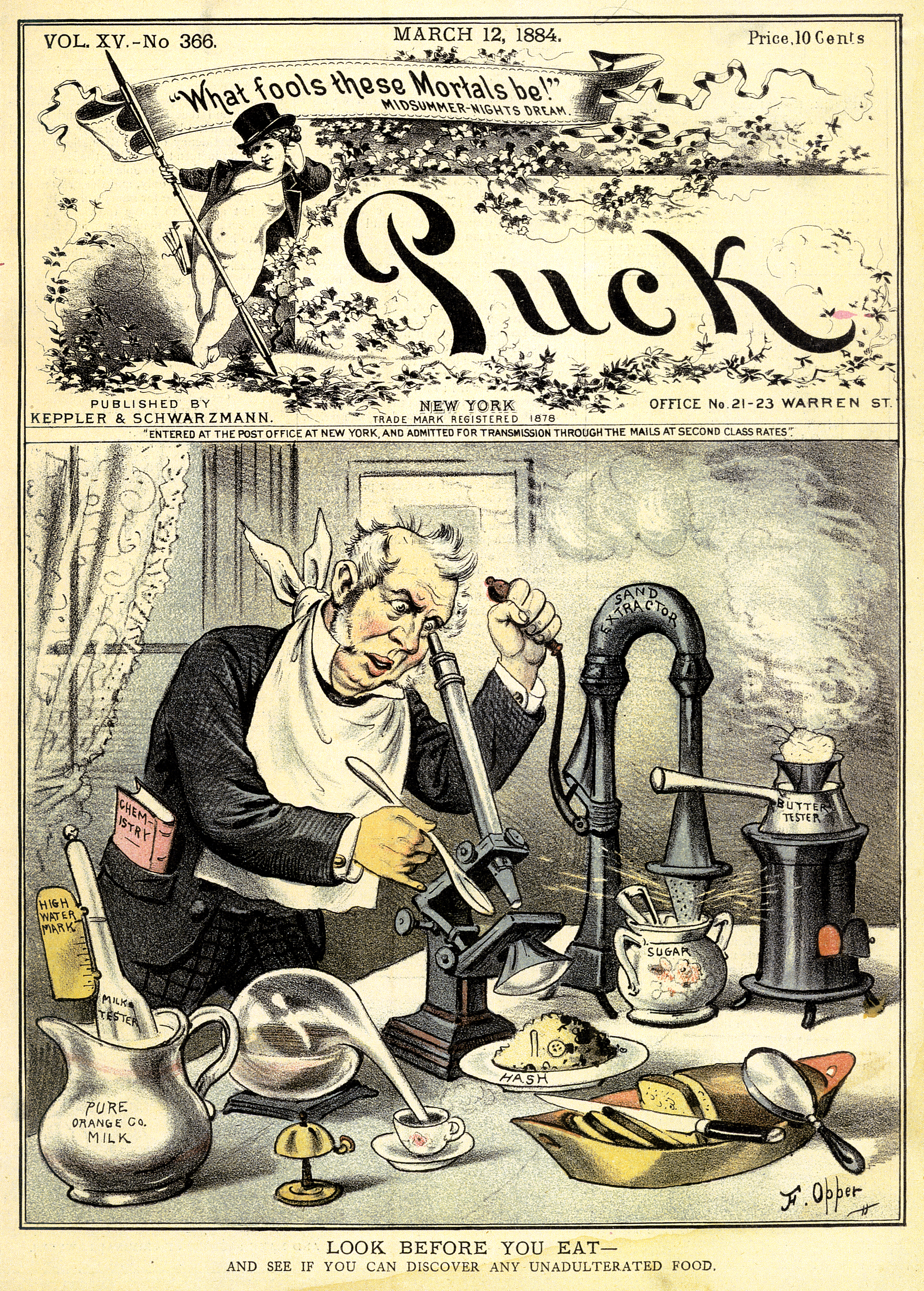
« Look before you eat » par Opper, no 366 (12 mars 1884)
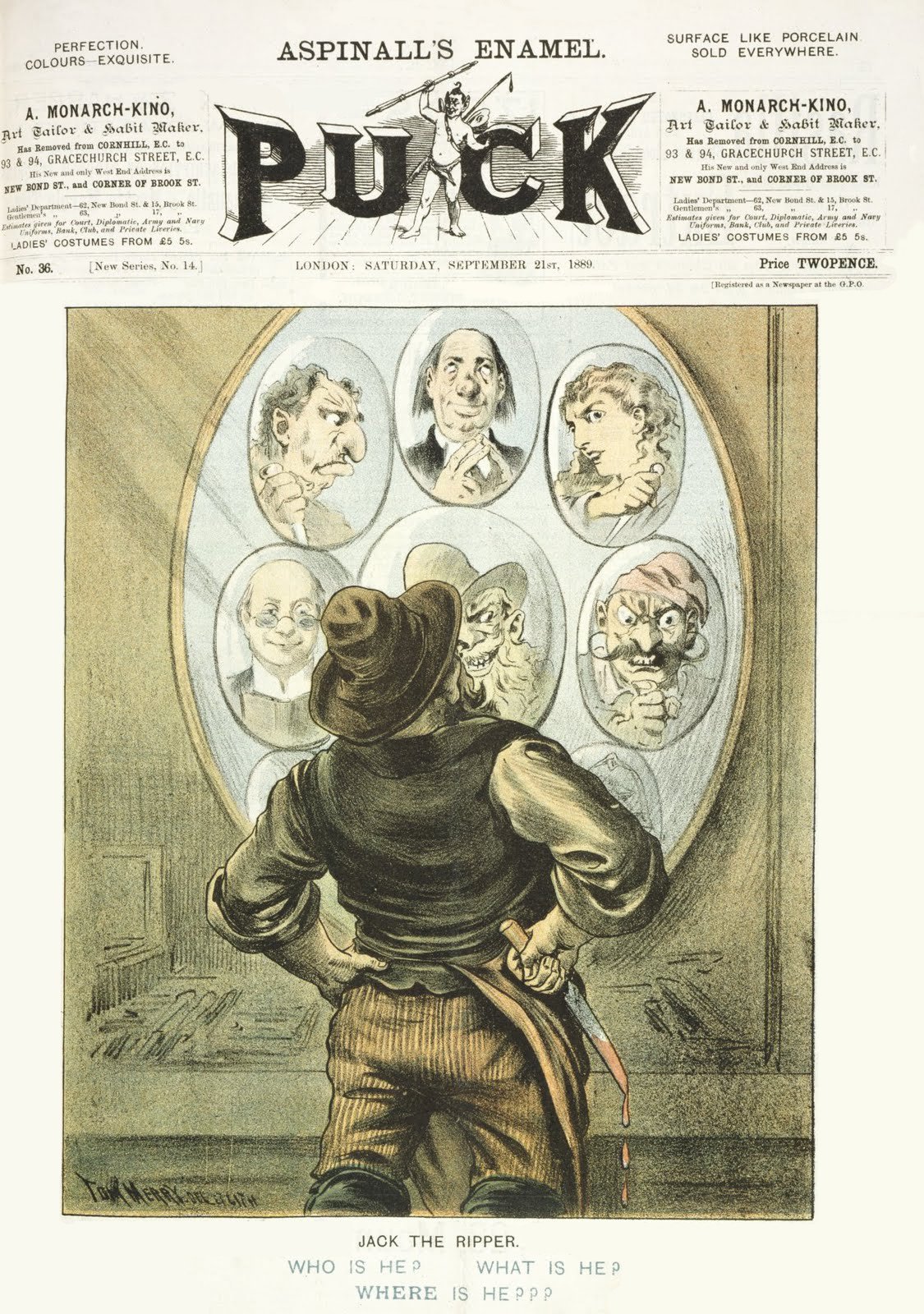
« Jack The Ripper » par Tom Merry (édition londonienne, 21 septembre 1889)
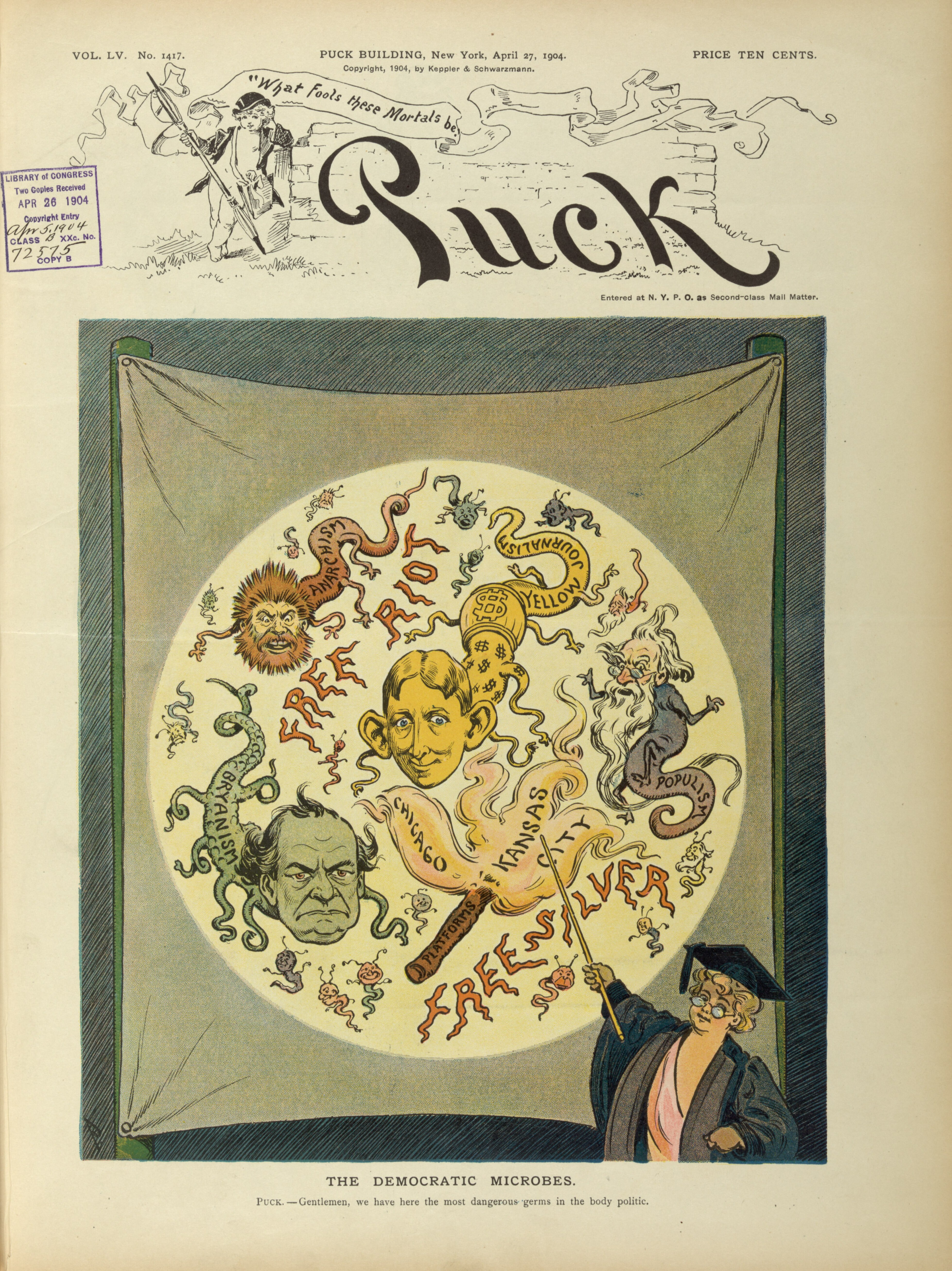
« The democratic microbes » (les microbes démocratiques) de J. S. Pughe (27 avril 1904)
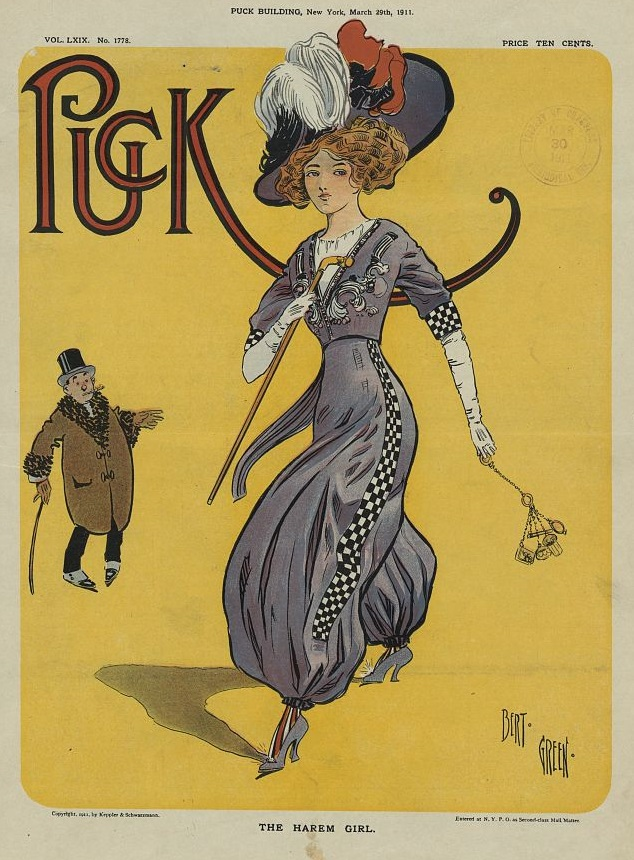
« The Harem Girl » par Bert Green (29 mars 1911)
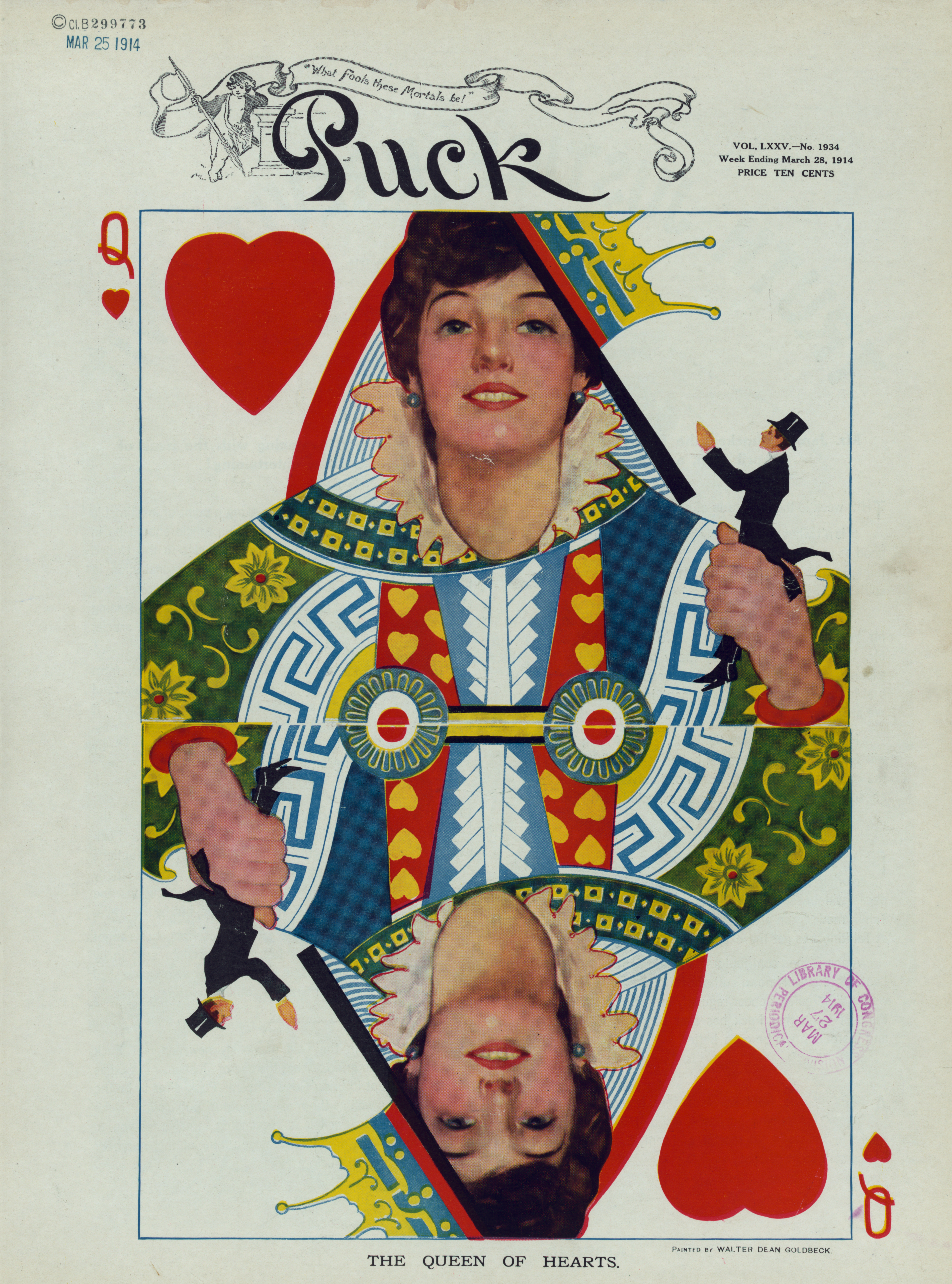
« The Queen of Hearts » par Walter Dean Goldbeck (25 mars 1914)
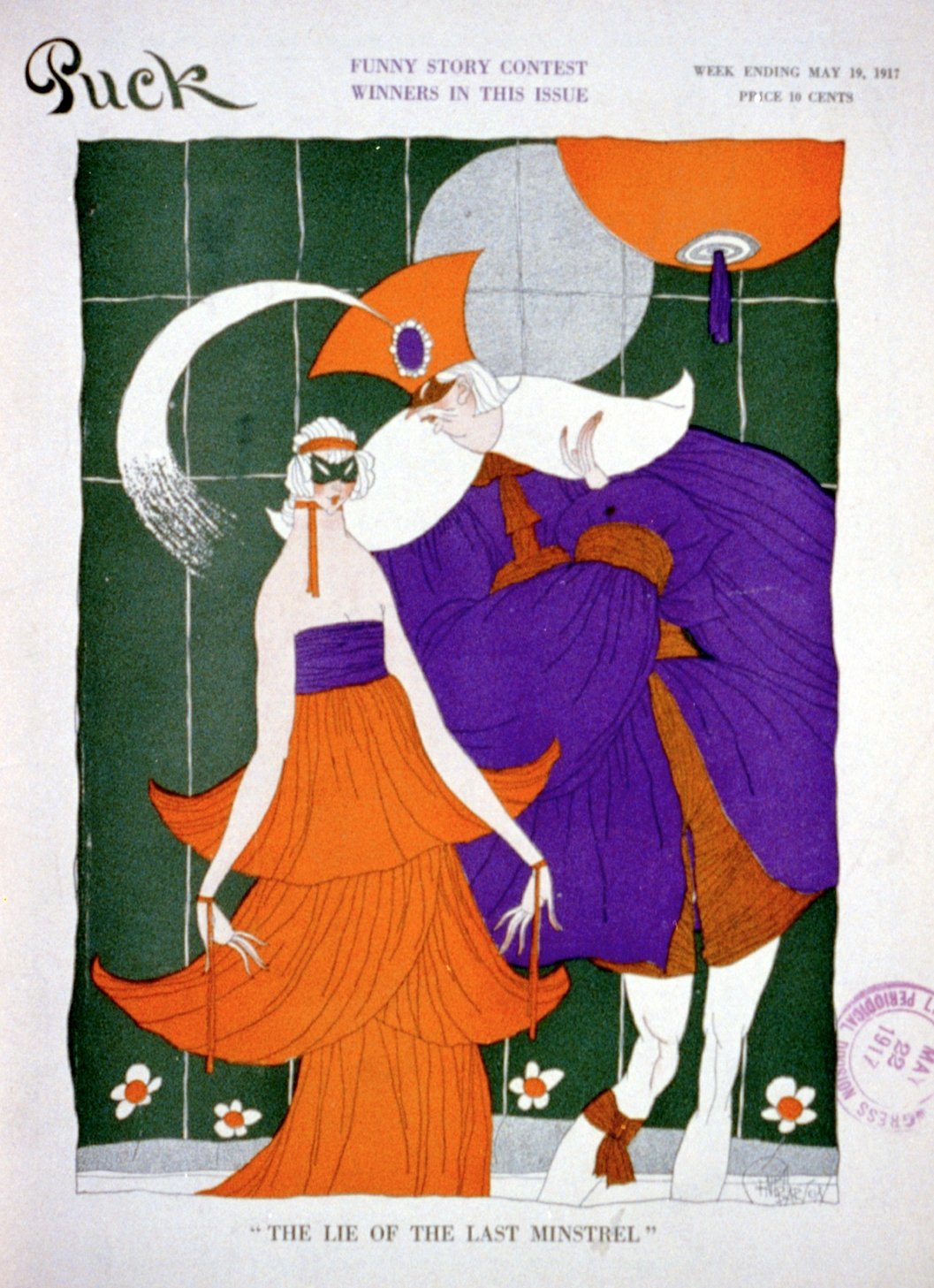
« The Lie of the Last Minstrel » par Ralph Barton (19 mai 1917)

Quelques pages célèbres
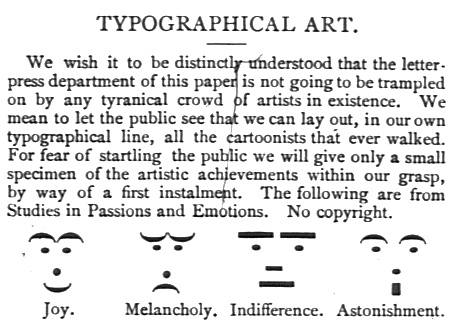
« Typographical Art », un avant-goût des émoticônes (30 mars 1881)
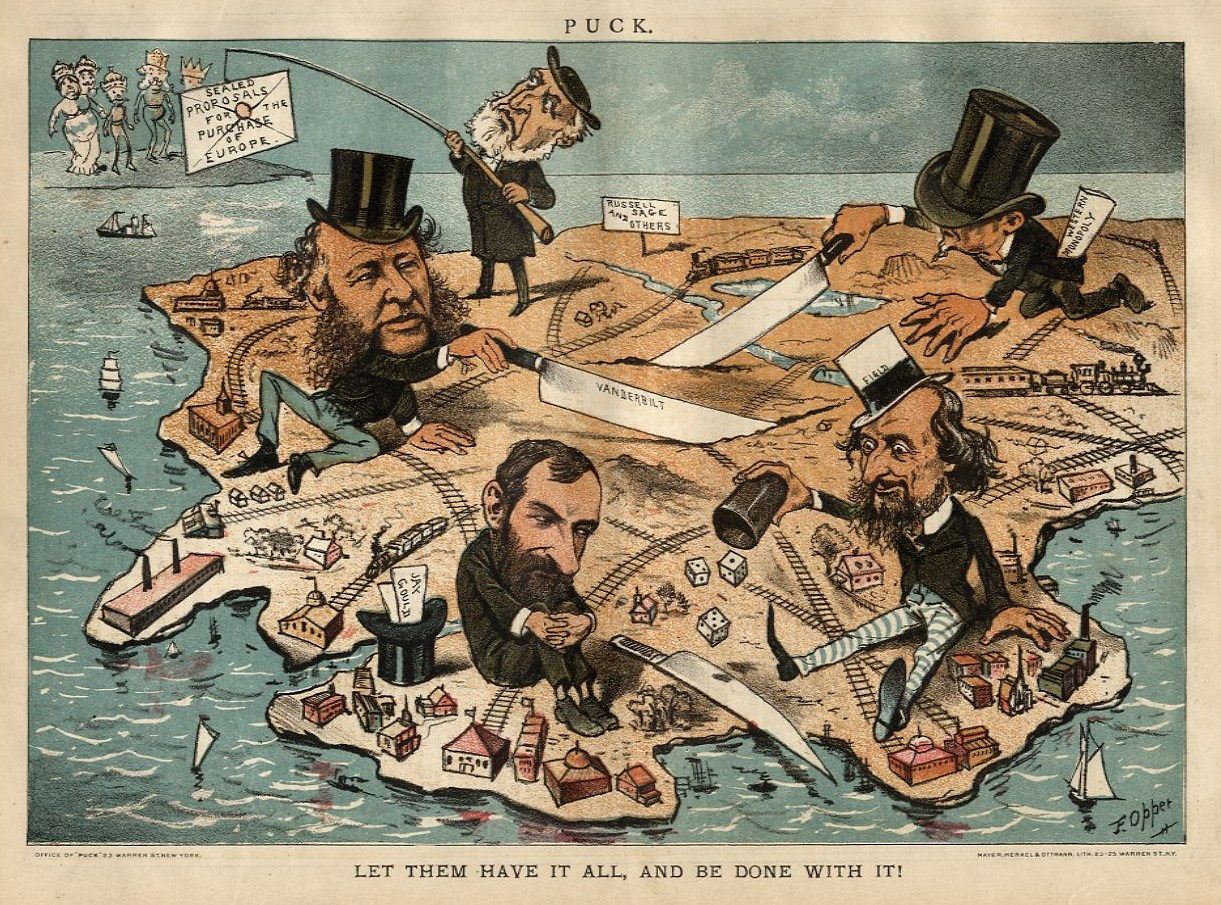
« Monopoly Millionaires Dividing the Country » par Opper (double-page centrale, 1885)
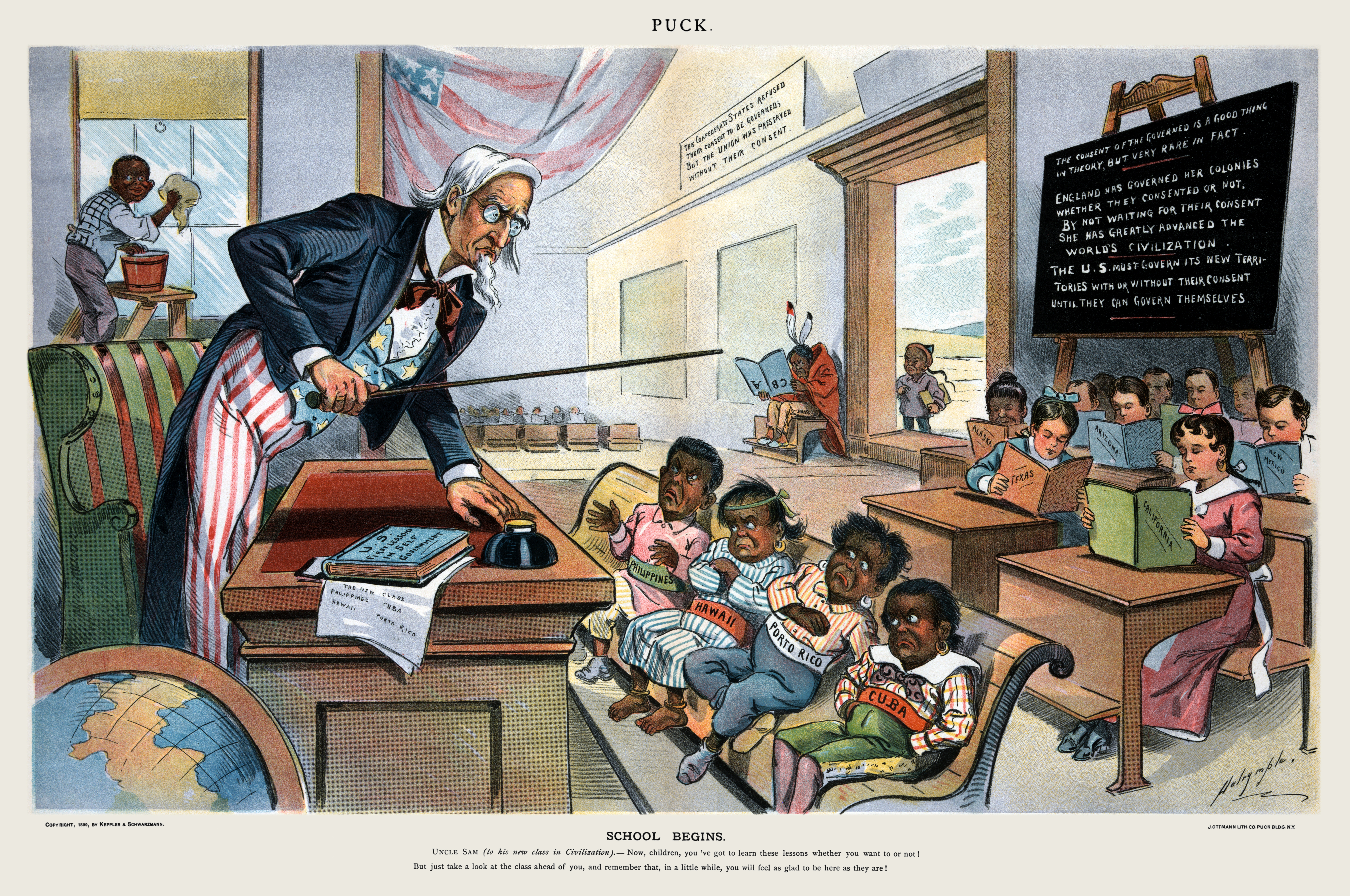
« School Begins » par Dalrymple (25 janvier 1899)
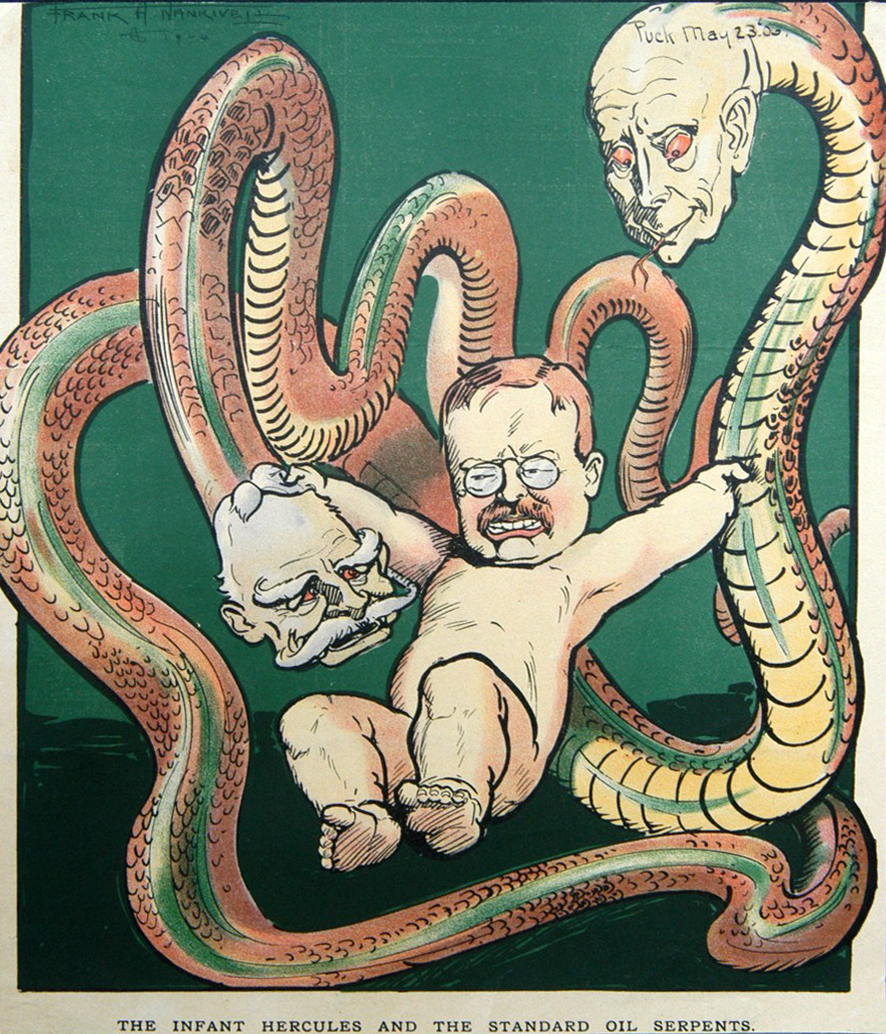
« The Infant Hercules and the Standard Oil serpents » par Nankivell (23 mai 1906)